# 나헤드 샤리프
나헤드 샤리프(아랍어: ناهد شريف, 영어: Nahed Sherif, 1942년 1월 1일 ~ 1981년 4월 7일)는 이집트의 배우이다. 1960년대, 1970년대 이집트, 레바논 영화계의 유명 배우이다.